# Inferno d'August Strindberg
Inferno d'August Strindberg is een Franse dramafilm uit 2016 van Paul-Anthony Mille. De film is gebaseerd op de autobiografische roman Inferno uit 1897 van August Strindberg.

## Verhaal
Het is 1896, de Zweedse toneelschrijver August Strindberg laat zijn vrouw achter in Zweden om in Parijs in afzondering te gaan leven in Hotel Orfila. Zijn afkeer voor het toneel wordt steeds groter, net als zijn waanzin. De fictieve karakters die hij voor zijn stukken heeft gecreëerd komen in zijn fantasie tot leven om zijn begeerte voor het toneel terug op te wekken, want het einde van zijn schrijverscarrière zou ook het einde van hun bestaan betekenen.

## Rolverdeling
| Acteur                  | Personage           |
| ----------------------- | ------------------- |
| Pierre Mille            | August Strindberg   |
| Jean Peyrelade          | Desames             |
| Clovis Fouin            | Lucifer             |
| Jonathan Pineau-Bonetti | Zwarte vlag         |
| Brizit Pesquet          | mevrouw Julie       |
| Claire Sermonne         | Sylvia Strindberg   |
| Blandine Blecker        | Germaine            |
| Julien Ratel            | Uriel               |
| Colette Stern           | mevrouw Morin       |
| Olivier Chevallier      | Emmanuel Swedenborg |
| Laetitia Dejardin       | Siri Von Hessen     |
| Jane Lomessy            | Henriette           |
| Maria Mille             | Marion Strindberg   |